# Newtown (Town, Connecticut)
Newtown ist eine Town im Fairfield County in Connecticut, Vereinigte Staaten. Das U.S. Census Bureau hat bei der Volkszählung 2020 eine Einwohnerzahl von 27.173 ermittelt. 
Newtown wurde 1705 gegründet und 1711 inkorporiert.

## Geographie
Nach den Angaben des United States Census Bureaus hat die Town eine Gesamtfläche von 153,1 km2, wovon 149,6 km2 auf Land und 3,5 km2 (= 2,22 %) auf Gewässer entfallen.
Newtown liegt im Norden des Fairfield County, etwa 70 km südwestlich von Hartford und rund 130 km nordöstlich von New York City. Interstate 84 und U.S. Highway 6 verlaufen im Norden des Gemarkungsgebietes zum größten Teil gemeinsam von Westen nach Osten. Zu den Hauptstraßen gehören des Weiteren Connecticut State Route 25 in Nord-Süd-Richtung sowie Connecticut State Route 34 und Connecticut State Route 302. Eine Bahnstrecke von Conrail schlängelt sich von Nordwesten nach Südosten durch das Towngebiet.
Der Fläche nach ist Newtown die fünftgrößte Town im Bundesstaat Connecticut und grenzt an Bethel, Bridgewater, Brookfield, Easton, Monroe, Oxford, Redding und Southbury. Die nördliche Gemarkungsgrenze bildet der Housatonic River mit dem Stausee Lake Lillinoah, im Nordosten grenzt Newtown an den Stausee Lake Zoar am selben Fluss. Der Fluss bildet zugleich die nördliche bzw. nordöstliche Grenze des Fairfield County.
In Newtown liegen die folgenden Ortschaften:
- Botsford (ZIP-Code 06470)
- Dodgingtown
- Hattertown
- Hawleyville (ZIP-Code 06470)
- Newtown Borough
- Rocky Glen
- Sandy Hook (ZIP code 06482) (einschließlich Berkshire, Riverside, Walnut Tree Hill und Zoar)

Außerdem liegen die Siedlungen Head of Meadow, Hopewell, Huntingtown, Lands End, Middle Gate, Palestine und Taunton auf dem Gebiet der Town.

## Sehenswürdigkeiten und kommunale Bauwerke
Newtown verfügt über einige Sehenswürdigkeiten von lokaler oder regionaler Bedeutung. Unter ihnen sind der 1876 errichtete Flaggenmast, das Verlagsgebäude der lokalen Wochenzeitung Newtown Bee, die seit 1877 erscheint und seit 1881 der Familie Smith gehört, und das Newtown Meeting House, dessen Wetterhahn der Überlieferung nach im Unabhängigkeitskrieg von hier stationierten französischen Soldaten als Ziel benutzt wurde und im Siegel der Stadt abgebildet ist.
Die in den 1920er Jahren gebaute Hawley School ist ein weiteres signifikantes Bauwerk, die derzeit als Elementary School dient. Während seiner Geschichte diente das Gebäude unterschiedlichen Schultypen, doch der ursprüngliche Bau wurde kaum verändert. Zwei Anbauten entstand im Laufe der Jahre.
Der medizinischen Versorgung Newtowns diente das Fairfield Hills Hospital, das in den 1930er Jahren errichtet, 1995 jedoch geschlossen wurde. Ein Teil des Filmes Sleepers wurde 1995 hier gedreht. Newtown kaufte das Gebäude später an.

### Edmond Town Hall
Das in den 1930er Jahren fertiggestellte Gebäude umfasst Räumlichkeiten der Townverwaltung sowie mehrere Räume und Säle für Hochzeiten, Partyveranstaltungen und Vorträge. Der Architekt war Philip Sutherland, der auch die Entwürfe für die Cyrenius H. Booth Library anfertigte.
In dem Gebäude werden auch Filme aufgeführt, kurz nachdem diese die Mainstream-Filmtheater verlassen haben. Mary Elizabeth Hawley ließ 1930 das Bauwerk zum Wohl der Gemeinde errichten und einweihen. Seinen Namen hat es nach dem Richter William Edmond; dieser war Hawleys Großvater mütterlicherseits.

### National Register of Historic Places
Mehrere Bauwerke auf dem Gebiet der Town wurden in das National Register of Historic Places aufgenommen
- Caleb Baldwin Tavern – 32 Main Street (seit 23. September 2002)
- Camps Nos. 10 and 41 of Rochambeau's Army (seit 6. Juni 2002)
- Glover House – 50 Main Street (seit 11. März 1982)
- Hattertown Historic District – um die Kreuzung von Aunt Park Lane, Castle Meadow, Hattertown und Hi Barlow Roads (seit 1996)
- John Glover House – 53 Echo Valley Road (seit 17. September 2001)
- March Route of Rochambeau's Army: Reservoir Road – Kreuzung von Reservoir Road und Mount Pleasant Road South (seit 8. Februar 2003)
- Nathan B. Lattin Farm – 22 Walker Hill Road (seit 24. Juni 1990)
- New York Belting and Packing Co. – 45–71 und 79–89 Glen Road (seit 2. Juli 1982)
- Newtown Borough Historic District – an der Main Street zwischen Hawley Road und Academy Lane (seit 1996)
- Nichols Satinet Mill Site (seit 23. März 1996)

## Parks und Freizeit
In der Town of Newton sind viele Freizeitmöglichkeiten vorhanden, zahlreiche Sportanlagen ermöglichen Schwimmen, Tennis, Softball, Baseball, Volleyball, Lacrosse, Fußball sowie Wandern. Zu den Parks gehören der Treadwell Park, der Dickinson Park und Collis P. Huntington State Park.

## Demographie
Zum Zeitpunkt des United States Census 2000 bewohnten Newtown 25.031 Personen. Die Bevölkerungsdichte betrug 167,3 Personen pro km2. Es gab 8601 Wohneinheiten, durchschnittlich 57,5 pro km2. Die Bevölkerung Newtowns bestand zu 95,14 % aus Weißen, 1,75 % Schwarzen oder African American, 0,14 % Native American, 1,40 % Asian, 0,04 % Pacific Islander, 0,64 % gaben an, anderen Rassen anzugehören und 0,89 % nannten zwei oder mehr Rassen. 2,36 % der Bevölkerung erklärten, Hispanos oder Latinos jeglicher Rasse zu sein.
Die Bewohner Newtowns verteilten sich auf 8325 Haushalte, von denen in 44,7 % Kinder unter 18 Jahren lebten. 73,3 % der Haushalte stellten Verheiratete, 5,8 % hatten einen weiblichen Haushaltsvorstand ohne Ehemann und 18,6 % bildeten keine Familien. 14,8 % der Haushalte bestanden aus Einzelpersonen und in 5,8 % aller Haushalte lebte jemand im Alter von 65 Jahren oder mehr alleine. Die durchschnittliche Haushaltsgröße betrug 2,90 und die durchschnittliche Familiengröße 3,24 Personen.
Die Bevölkerung verteilte sich auf 29,3 % Minderjährige, 4,4 % 18–24-Jährige, 32,5 % 25–44-Jährige, 25,1 % 45–64-Jährige und 8,7 % im Alter von 65 Jahren oder mehr. Der Median des Alters betrug 38 Jahre. Auf jeweils 100 Frauen entfielen 104,9 Männer. Bei den über 18-Jährigen entfielen auf 100 Frauen 103,5 Männer.
Das mittlere Haushaltseinkommen in Newtown betrug 90.193 US-Dollar und das mittlere Familieneinkommen erreichte die Höhe von 99.192 US-Dollar. Das Durchschnittseinkommen der Männer betrug 68.965 US-Dollar, gegenüber 42.217 US-Dollar bei den Frauen. Das Pro-Kopf-Einkommen belief sich auf 37.786 US-Dollar. 3,1 % der Bevölkerung und 2,2 % der Familien hatten ein Einkommen unterhalb der Armutsgrenze, davon waren 3,0 % der Minderjährigen und 3,9 % der Altersgruppe 65 Jahre und mehr betroffen.

## Bildung
Zu den öffentlichen Schulen in Newtown gehören vier Elementary Schools (Hawley School, Head O’Meadow School, Middle Gate School und Sandy Hook Elementary School) für die Klassenstufen 1 bis 4, die Reed Intermediate School mit den Klassenstufen 5 und 6, die Newtown Middle School mit den Klassenstufen 7 bis 8 und Newtown High School mit den Klassenstufen 9–12.
Des Weiteren gibt es mehrere private und kirchengemeindliche Schulen, darunter die St. Rose of Lima School, die Fraser-Woods School und die Housatonic Valley Waldorf School.

## Persönlichkeiten
- Renata Adler (* 1938), Schriftstellerin
- Joanna Cole, Schriftstellerin
- Suzanne Collins (* 1962), Schriftstellerin
- Henry Dutton (1796–1869), Gouverneur Connecticuts
- Anthony Edwards (* 1962), Schauspieler
- Joseph Engelberger (1925–2015), Ingenieur und Unternehmer
- Bruce Degen, Illustrator
- Rea Irvin, Cartoonist
- Caitlyn Jenner (* 1949), Zehnkämpferin und Goldmedaillengewinnerin 1976
- Steven Kellogg, Kinderbuchautor und -illustrator
- Burke Marshall, Politiker zur Zeit des Sezessionskrieges, setzte sich in Newtown zur Ruhe
- James Thurber (1894–1961), Cartoonist und Dramatiker, seine Frau besaß in Sandy Hook ein Wochenendhaus
- Isaac Toucey (1792–1869), US-Senator, Secretary of the Navy, Attorney General of the United States and Governor of Connecticut
- Jenna von Oÿ (* 1977), Schauspielerin

## Massaker von Newtown
Am 14. Dezember 2012 ereignete sich an der Grundschule in der Ortschaft Sandy Hook einer der schlimmsten Amokläufe an einer Schule, der Täter erschoss 26 Menschen, darunter 20 Grundschulkinder, bevor er sich selbst erschoss. Zuvor hatte er bereits seine Mutter erschossen, dort die Waffen in seine Gewalt gebracht.

## Belege
1. ↑  Explore Census Data Newtown town, Fairfield County, Connecticut. Abgerufen am 11. November 2022.
2. ↑   Connecticut elementary school shooting: Multiple deaths reported, Chicago Tribune, 14. Dezember 2012 (englisch).